# Echinogorgia aurantiaca
Echinogorgia aurantiaca is een zachte koraalsoort uit de familie Plexauridae. De koraalsoort komt uit het geslacht Echinogorgia. Echinogorgia aurantiaca werd in 1855 voor het eerst wetenschappelijk beschreven door Valenciennes. 